# Nížkov (železniční zastávka)
Nížkov je železniční zastávka ve stejnojmenné obci v okrese Žďár nad Sázavou na dvoukolejné elektrizované trati Brno – Havlíčkův Brod. Zastávka byla spolu s tratí otevřena 5. prosince 1953.

## Provozní informace
Tato zastávka má dvě nástupiště na vnější straně kolejí. V zastávce není možnost zakoupení si jízdenky. Provozuje ji Správa železnic.

## Doprava
Zastavují zde pouze osobní vlaky jezdící na trase Kolín – Havlíčkův Brod – Žďár nad Sázavou.